# Бергхольццель
Бергхольцце́ль или Бергольце́ль (фр. Bergholtzzell) — коммуна на северо-востоке Франции в регионе Гранд-Эст (бывший Эльзас — Шампань — Арденны — Лотарингия), департамент Верхний Рейн, округ Тан — Гебвиллер, кантон Гебвиллер.

## Географическое положение

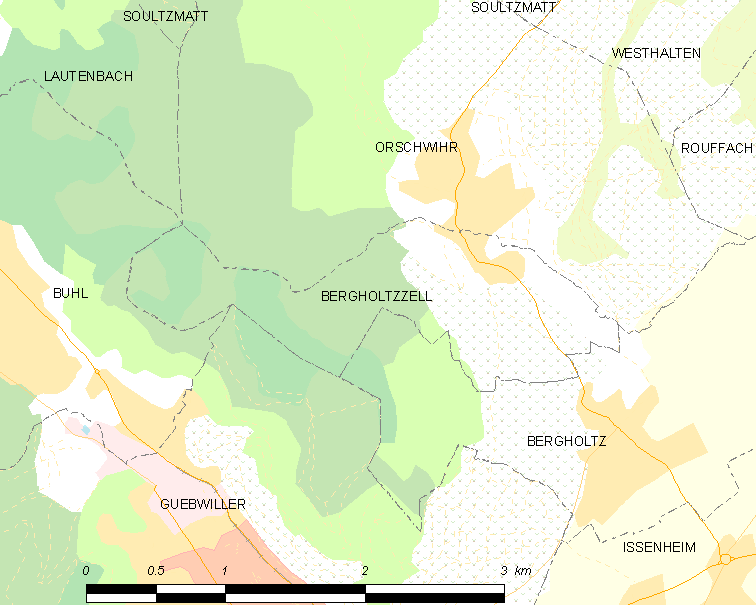
На карте

Коммуна расположена приблизительно в 380 км к востоку от Парижа, 85 км юго-западнее Страсбурга, в 20 км к юго-западу от Кольмара. Через коммуну протекает река Кьеренбах. Код INSEE коммуны 68030.
Площадь коммуны — 2,29 км², население — 276 человек (2006) с тенденцией к росту: 450 человек (2012), плотность населения — 196,5 чел/км².

## Население
Численность населения коммуны в 2011 году составляла 453 человека, а в 2012 году — 450 человек.
| 1962 | 1968 | 1975 | 1982 | 1990 | 1999 | 2006 | 2008 | 2011 | 2012 |
| ---- | ---- | ---- | ---- | ---- | ---- | ---- | ---- | ---- | ---- |
| 261  | 285  | 305  | 282  | 288  | 336  | 276  | 443  | 453  | 450  |

Динамика населения:

## Экономика
В 2007 году среди 245 человек в трудоспособном возрасте (15-64 лет) 186 были экономически активными, 59 — неактивными (показатель активности — 75,9 %, в 1999 году было 65,7 %). Из 186 активных работали 179 человек (88 мужчин и 91 женщина), безработных было 7 (4 мужчины и 3 женщины). Среди 59 неактивных 20 человек были учениками или студентами, 30 — пенсионерами, 9 были неактивными по другим причинам.
В 2010 году из 285 человек трудоспособного возраста (от 15 до 64 лет) 218 были экономически активными, 67 — неактивными (показатель активности 76,5 %, в 1999 году — 65,7 %). Из 218 активных трудоспособных жителей работали 203 человека (103 мужчины и 100 женщин), 15 числились безработными (9 мужчин и 6 женщин). Среди 67 трудоспособных неактивных граждан 26 были учениками либо студентами, 28 — пенсионерами, а ещё 13 — были неактивны в силу других причин.
На протяжении 2011 года в коммуне числилось 173 облагаемых налогом домохозяйства, в которых проживало 441 человек. При этом медиана доходов составила 22 857 евро на одного налогоплательщика.

## Достопримечательности (фотогалерея)
- Церковь Сен-Бенуа. Была восстановлена в 1873 году на месте старой романской церкви. Старая разрушенная церковь была освящена папой Львом IX. Памятник культурного наследия с 18 октября 1989 года[13]
- Фонтан (1800 год). Памятник культурного наследия с 18 октября 1989 года[14]
- Пещера Лурд
- «Путь на Голгофу». Памятник культурного наследия с 18 октября 1989 года[15]

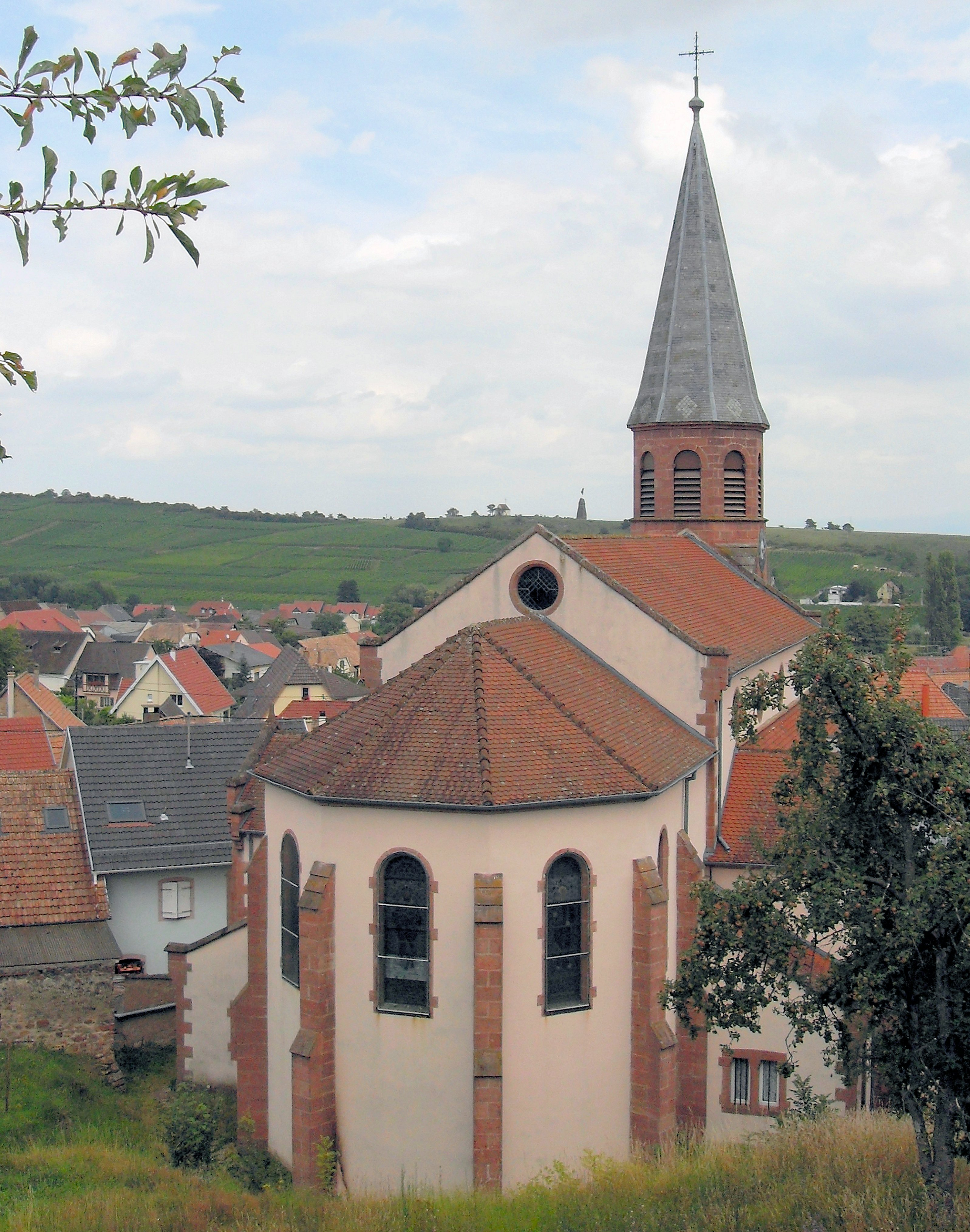
Церковь Сен-Бенуа
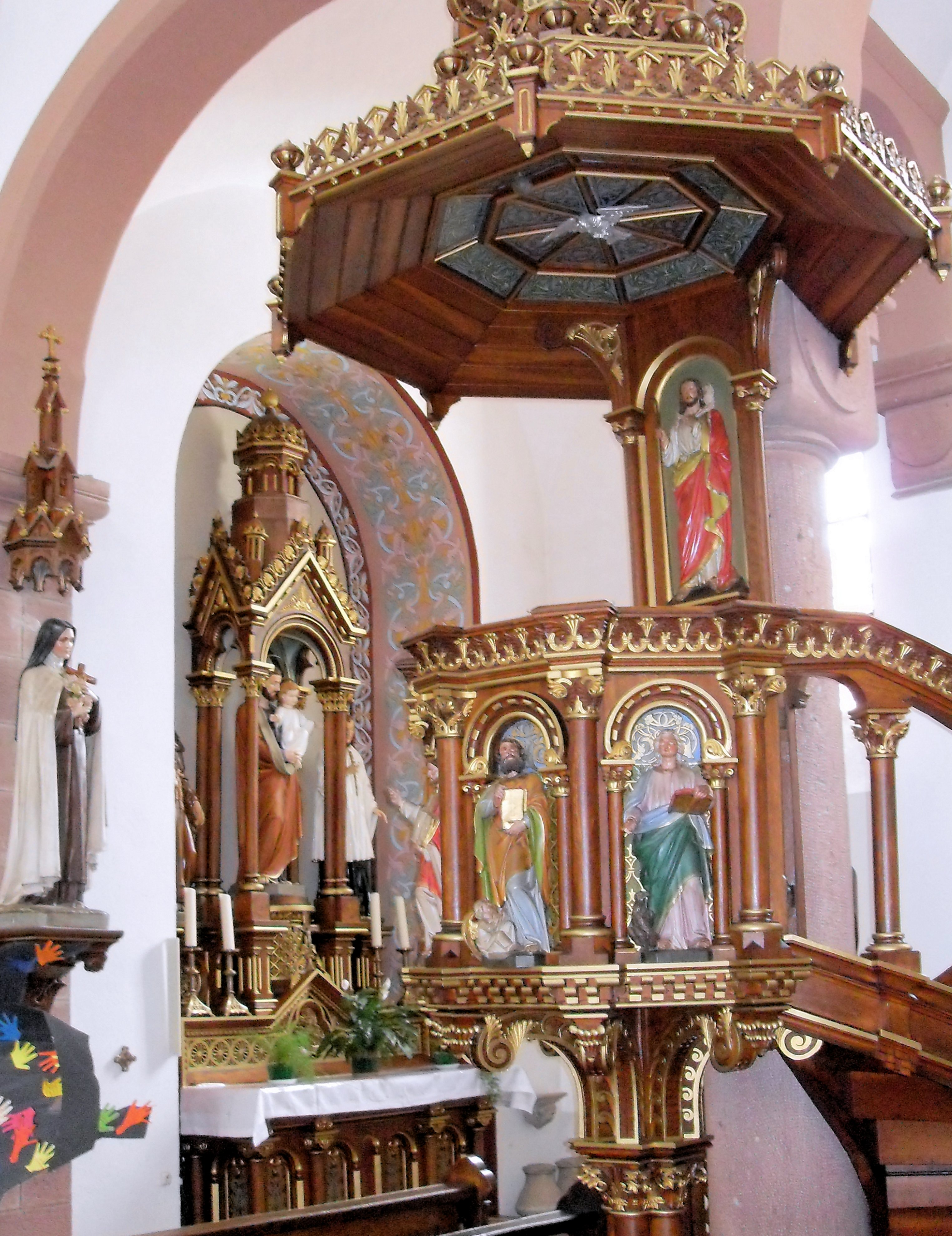
Внутреннее убранство
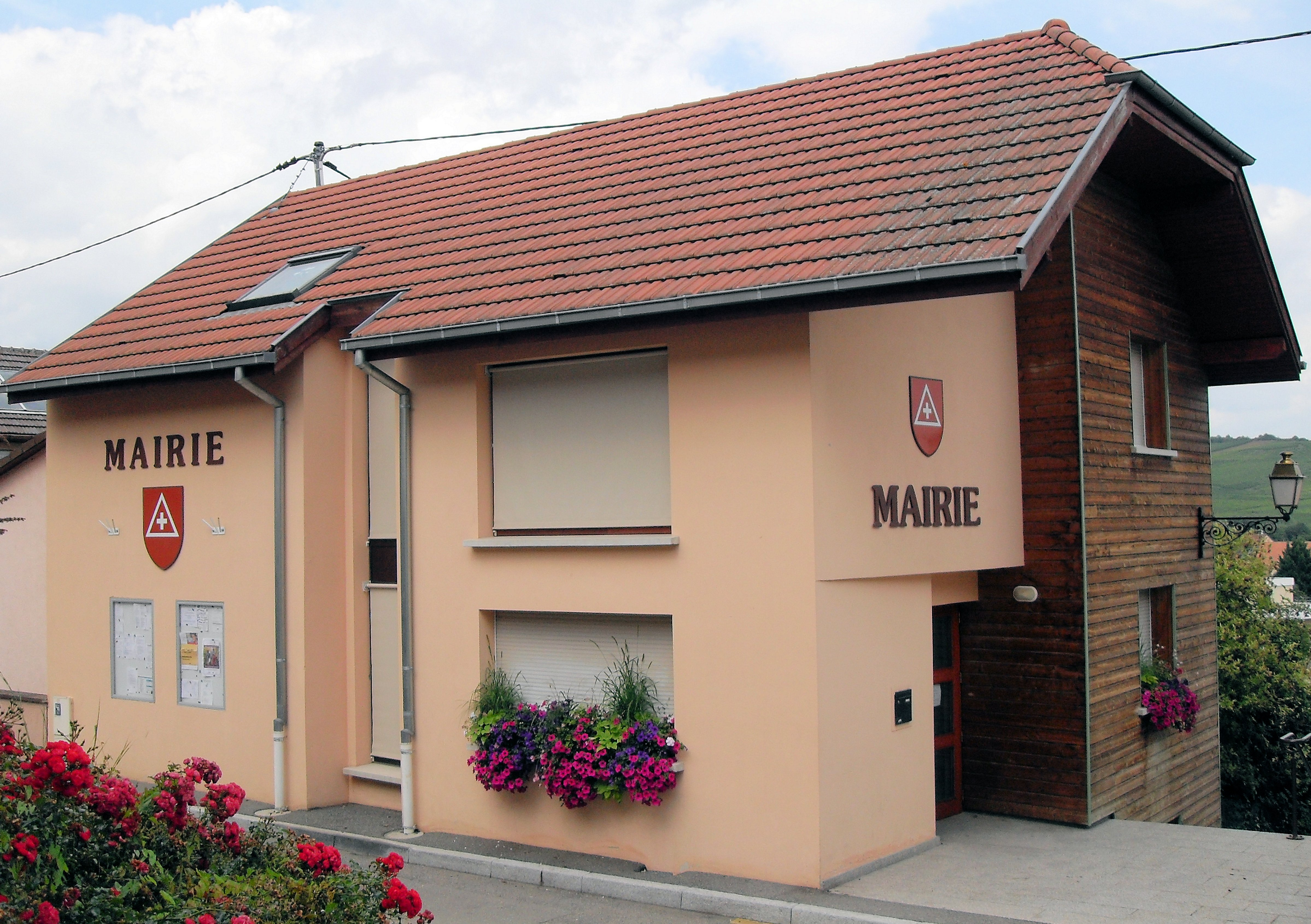
Здание мэрии